# Keseneng (Sumowono)
Keseneng is een bestuurslaag in het regentschap Semarang van de provincie Midden-Java, Indonesië. Keseneng telt 1275 inwoners (volkstelling 2010).